# Раков Шкоцјан
Раков Шкоцјан (словен. Rakov Škocjan, итал. San Canziano) је насељено место у општини Церкница, Приморско-нотрањска регија, Словенија.

## Историја
До територијалне реорганизације у Словенији био је у саставу старе општине Церкница.

## Становништво
У попису становништва из 2011. године, Раков Шкоцјан је имао 9 становника.
| Број становника према пописима | Број становника према пописима | Број становника према пописима |
| ------------------------------ | ------------------------------ | ------------------------------ |
| 1991                           | 2002                           | 2011                           |
| 6                              | З                              | 9                              |

Напомена: Године 1988. настала издвајањем дела из насеља Сливице. У попису становништва из 1991. исказивано под именом Раков Шкоцијан.
- Ознака З представља заштићене податке

## Галерија
- река Рак
- улаз у пећину
- унутрашњост пећине
- велики природни мост
- мали природни мост
- река Рак у пећини
- река Рак и пејзаж
- детаљ
- детаљ